# Rotschillernder Blauara
Der Purpurara (Anodorhynchus purpurascens), auch Rotschillernder Blauara ist eine hypothetische Spezies der Neuweltpapageien. Sollte die Art jemals existiert haben, dann wurde sie bereits zu Beginn des 19. Jahrhunderts ausgerottet.

## Erstbeschreibung
Anodorhynchus purpurascens wurde 1905 von Walter Rothschild auf dem IV. Int. Ornith. Congress, London, Bulletin of the British Ornithologists’ Club (Bulletin B.O.C. S. 191–217) vorgestellt und 1907 in seinem Werk Extinct Birds. S. 55, Abbildung 13, veröffentlicht.
Rothschilds wissenschaftliche Namensgebung und die Nennung des Verbreitungsgebietes Guadeloupe basiert auf den Angaben in einem Reisebericht von Don de Navarette (auch: Don de Navaret).
Es gibt kein Typusexemplar.